# 前菜 (意大利)

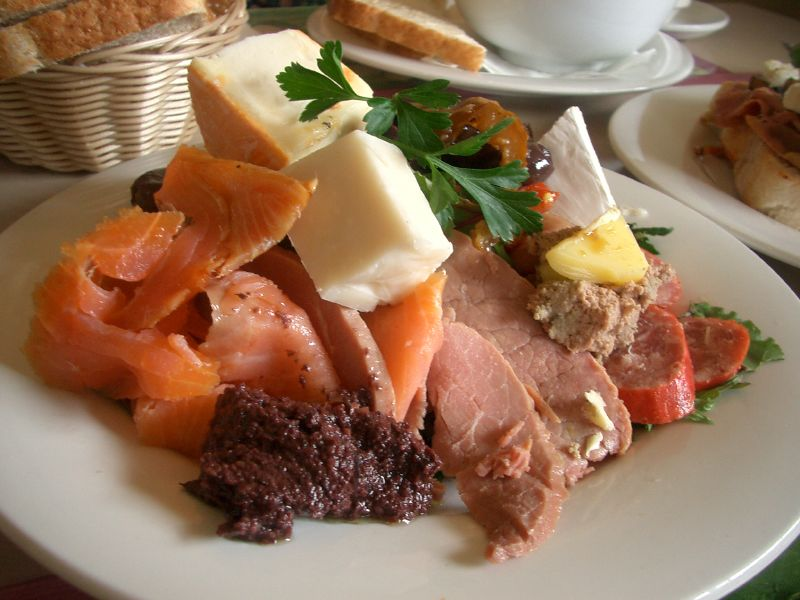
一道前菜拼盤

前菜（義大利語：Antipasto，眾數為antipasti），在正規意大利菜中是餐前佐酒小食（Aperitivo）與第一道主菜（Primo）之間的一道菜色，多數為冷盤，而且份量偏少，作醒胃之用，食材種類因地區而異，可以有風乾或醃製的肉類，如莎樂美腸、帕爾瑪火腿、煙三文魚，佐以橄欖、菌類、鳀魚、雅枝竹、芝士等。

## 伸延閱讀
- Scicolone, Michele. . HarperCollins. 1998  [April 20, 2012]. ISBN 9780880016278. （原始内容存档于2022-05-01）.